# Naturschutzgebiet Kiebitzwiese
Das Naturschutzgebiet Kiebitzwiese liegt auf dem Gebiet der Stadt Fröndenberg/Ruhr im Kreis Unna in Nordrhein-Westfalen. Das etwa 47 ha große Gebiet wurde im Jahr 2001 unter der Schlüsselnummer UN-041 unter Naturschutz gestellt. Es erstreckt sich südlich von Neimen, einem Ortsteil von Fröndenberg/Ruhr, entlang der südlich fließenden Ruhr. Nördlich des Gebietes verläuft die Landesstraße L 673 und südlich die B 7. Auf der gegenüberliegenden südlichen Seite der Ruhr, im Märkischen Kreis, erstreckt sich das 31 ha große Naturschutzgebiet Auf dem Stein (Menden).

## Bedeutung
Die Ausweisung als Naturschutzgebiet erfolgt zur Erhaltung, Entwicklung und Wiederherstellung von Lebensgemeinschaften oder Biotopen bestimmter wildlebender Tier- und Pflanzenarten und wegen der besonderen Eigenart und Schönheit des Auengebietes.

## Münzenfund
Eine Stelle flussabwärts des Schwittener Wehrs rechtsseitig der Ruhr wird als „Münzenfund“ bezeichnet. Am 25. Juni 1909 fanden zwei 12 und 13 Jahre alte Schüler, die die Ruhr entlang wanderten, um Bäume zu skizzieren, beim Baden im Fluss einen grünlichen Klumpen, der nach einem großen Frühjahrshochwasser freigespült worden war, und erkannten ihn als Münzfund. Es handelte sich römische Denare aus der Zeit von etwa 269 v. Chr. bis ca. 175 n. Chr. Hiervon konnten 257 Stück vom Dortmunder Museum für Kunst und Kulturgeschichte für 360 Mark erworben werden. Der Dortmunder Museumsdirektor Albert Baum untersuchte die Fundstelle, doch fand er weder eine Wohnstätte noch andere Münzen oder Grabbeilagen. Vermutlich handelte sich um einen versteckten Beuteschatz.